# 1040 (numero)
Millequaranta (1040) è il numero naturale dopo il 1039 e prima del 1041.

## Proprietà matematiche
- È un numero pari.
- È un numero composto da 20 divisori: 1, 2, 4, 5, 8, 10, 13, 16, 20, 26, 40, 52, 65, 80, 104, 130, 208, 260, 520, 1040. Poiché la somma dei suoi divisori (escluso il numero stesso) è 1564 > 1040, è un numero abbondante.
- È un numero semiperfetto in quanto pari alla somma di alcuni (o tutti) i suoi divisori.
- È un numero di Harshad nel sistema numerico decimale, cioè è divisibile per la somma delle sue cifre.
- È un numero rifattorizzabile in quanto divisibile per il numero dei propri divisori.
- È un numero ondulante nel sistema posizionale a base 8 (2020).
- È un numero congruente.
- È un numero pratico.
- È un numero malvagio.
- È parte delle terne pitagoriche (234, 1040, 1066), (256, 1008, 1040), (276, 1040, 1076), (400, 960, 1040), (462, 1040, 1138), (507, 1040, 1157), (525, 1040, 1165), (528, 896, 1040), (624, 832, 1040), (780, 1040, 1300), (1040, 1092, 1508), (1040, 1152, 1552), (1040, 1431, 1769), (1040, 1530, 1850), (1040, 1950, 2210), (1040, 2496, 2704), (1040, 2604, 2804), (1040, 3300, 3460), (1040, 4095, 4225), (1040, 4161, 4289), (1040, 5148, 5252), (1040, 5358, 5458), (1040, 6720, 6800), (1040, 8418, 8482), (1040, 10374, 10426), (1040, 10791, 10841), (1040, 13500, 13540), (1040, 16884, 16916), (1040, 20787, 20813), (1040, 27030, 27050), (1040, 33792, 33808), (1040, 54075, 54085), (1040, 67596, 67604), (1040, 135198, 135202), (1040, 270399, 270401).

## Astronomia
- 1040 Klumpkea è un asteroide della fascia principale del sistema solare.

## Astronautica
- Cosmos 1040 è un satellite artificiale russo.